# Alois Kaňkovský
Alois Kaňkovský (Bělkovice-Lašťany, 9 de julio de 1983) es un deportista checo que compitió en ciclismo en las modalidades de pista, especialista en las pruebas de madison y ómnium, y ruta.
Ganó dos medallas en el Campeonato Mundial de Ciclismo en Pista de 2007, oro en la prueba de ómnium y bronce en madison, y una medalla de bronce en el Campeonato Europeo de Madison de 2006.

## Medallero internacional
| Campeonato Mundial | Campeonato Mundial         | Campeonato Mundial | Campeonato Mundial |
| Año                | Lugar                      | Medalla            | Competición        |
| ------------------ | -------------------------- | ------------------ | ------------------ |
| 2007               | Palma de Mallorca (España) | Medalla de oro     | Ómnium             |
| 2007               | Palma de Mallorca (España) | Medalla de bronce  | Madison            |
| Campeonato Europeo |                            |                    |                    |
| Año                | Lugar                      | Medalla            | Competición        |
| 2006               | Ballerup (Dinamarca)       | Medalla de bronce  | Madison            |

1. ↑  Campeonato Europeo realizado sólo para la disciplina de madison.

## Palmarés

### Ruta
| 2010 - Gran Premio Hydraulika Mikolasek - Central European Tour Miskolc G. P. 2011 - 2 etapas del Tour del Lago Taihu 2012 - 2 etapas del Tour de Azerbaiyán - 2 etapas del Tour del Lago Taihu - 1 etapa del Tour de Fuzhou 2013 - 3 etapas del International Presidency Tour - 1 etapa del Tour de China I - Tour de China II, más 3 etapas - 2 etapas del Tour del Lago Taihu - Tour de Nanjing 2014 - 1 etapa del Tour del Lago Taihu - 3.º del UCI Asia Tour 2015 - Memoriał Romana Siemińskiego - Visegrad 4 Bicycle Race-GP Hungary - Visegrad 4 Bicycle Race-GP Slovakia - 1 etapa de la Carrera de la Solidaridad y de los Campeones Olímpicos - Memoriał Henryka Łasaka - 1 etapa del East Bohemia Tour | 2016 - Memoriał Andrzeja Trochanowskiego - 1 etapa del CCC Tour-Grody Piastowskie - Puchar Ministra Obrony Narodowej 2017 - Visegrad 4 Bicycle Race-GP Slovakia - Memoriał Andrzeja Trochanowskiego - Memoriał Romana Siemińskiego - 1 etapa de la Carrera de la Solidaridad y de los Campeones Olímpicos - Dookoła Mazowsza, más 2 etapas - Puchar Ministra Obrony Narodowej 2018 - 1 etapa del Tour de Loir-et-Cher - Visegrad 4 Bicycle Race-GP Czech Republic - Memoriał Andrzeja Trochanowskiego - Memoriał Romana Siemińskiego - 1 etapa del CCC Tour-Grody Piastowskie - 1 etapa del Gran Premio Ciclista de Gemenc - 1 etapa del Dookoła Mazowsza - 1 etapa de la Vuelta a Bohemia Meridional 2019 - Trofej Umag-Umag Trophy - Visegrad 4 Bicycle Race-GP Polski - Memoriał Andrzeja Trochanowskiego - Memoriał Romana Siemińskiego - Visegrad 4 Bicycle Race-GP Slovakia - 1 etapa del Tour de Bihor - 1 etapa del Tour de Hungría |

### Pista
2005
- 3.º en el Campeonato de Europa en persecución por equipos

 2006
- 3.º en el Campeonato de Europa en Madison

2007
- Campeonato Mundial de Omnium
- 3.º en el Campeonato Mundial de Madison

2008
- Campeonato de la República Checa en Madison (haciendo pareja con Petr Lazar)

2011
- Campeonato de la República Checa en scratch
- Campeonato de la República Checa en Madison (haciendo pareja con Martin Kadlec)

2012
- Campeonato de la República Checa en Madison (haciendo pareja con Martin Bláha)

2014
- Campeonato de la República Checa en Madison (haciendo pareja con Milan Kadlec)